# Richard Lazarus
Richard S. Lazarus (Nueva York, 3 de marzo de 1922-Walnut Creek, California, 24 de noviembre de 2002) fue un psicólogo estadounidense, profesor del Departamento de Psicología de la Universidad de California, Berkeley. Reconocido por la revista de psicología American Psychologist como uno de los psicólogos más influyentes en su campo, fue pionero en el estudio de la emoción y el estrés, especialmente de su relación con la cognición.
Se graduó en Nueva York en 1942 y estuvo en el ejército de EE. UU. tres años y medio durante la Segunda Guerra Mundial. Se doctoró en 1947 en la Universidad de Pittsburgh y trabajó en las facultades de la Universidad Johns Hopkins y Clark, antes de ir a Berkeley a dirigir el programa de psicología clínica.
El Dr. Lazarus comenzó a ganar notoriedad en la década de 1960, cuando psicólogos conductistas como B. F. Skinner ejercían gran influencia sobre toda explicación de la conducta humana, que a menudo era reducida a conceptos rudimentarios como recompensa y castigo. En esta visión, conceptos como el amor y la tristeza se veían más como ornamento que como estructuras de sostén. El Dr. Lázarus se oponía a tales enfoques reduccionistas de la conducta.
Promovía incansablemente la importancia de la emoción, especialmente lo que él describía como el matrimonio entre la emoción y el pensamiento. Sus posturas lo enfrentaron no sólo con el conductismo, sino también con otro movimiento que empezaba a emerger hacia el final de su carrera: los intentos de explicar toda conducta humana mediante la observación de la estructura del cerebro.[cita requerida]
El eje central de la teoría del Dr. Lazarus fue lo que denominó appraisal. Al igual que Magda B. Arnold, pionera de la "appraisal theory" argumentaba que antes de que la emoción tuviera lugar, las personas hacen una evaluación automática e inconsciente de lo que está ocurriendo y de lo que va a suponer. Desde esa perspectiva, las emociones no sólo son racionales, sino también un elemento necesario para la supervivencia.
Al Dr. Lazarus le gustaba profundizar en temas como la esperanza y la gratitud. Fue quizás más conocido por sus trabajos relativos al afrontamiento, ganando popularidad por los estudios que mostraron que los pacientes que negaban la gravedad de sus problemas mejoraban antes que aquellos que eran más conscientes de la realidad. También encontró que el nivel de estrés guardaba más relación con la evaluación de los propios recursos que con la situación real de cada persona.
Escribió trece libros, cinco después de jubilarse en 1991. Algunos de ellos criticaban ampliamente la nueva corriente de Psicología Positiva.

## Obras

### En inglés
- Adjustment and Personality, 1961
- Personality and adjustment, 1963, Englewood Cliffs, N.J: Prentice-Hall.
- The Nature of Psychological Inquiry, 1964
- Psychological stress and the coping process, 1966,  New York: McGraw-Hill.
- Personality, 1971, (2nd edition) Englewood Cliffs, N.J: Prentice-Hall.
- Patterns of adjustment and human effectiveness, 1968,  New York: McGraw-Hill.
- Patterns of adjustment, 1976, (3rd edition), New York: McGraw-Hill.
- "A cognitively oriented psychologist looks at biofeedback". American Psychologist. 30 (5), 553-561
- "On the primacy of cognition". American Psychologist, 1984. 39 (2) 124-129
- The riddle of man: An introduction to psychology, Englewood Cliffs, N.J: Prentice-Hall.
- Emotion and adaptation, 1991, New York: Oxford University Press. ISBN 978-0-19-509266-0
- The life and work of an eminent psychologist, 1998, New York: Springer. ISBN 978-0-8261-1179-1
- Coping with aging, 2005, Oxford University Press, USA (December 23, 2005) ISBN 978-0-19-517302-4
- with Monat, Alan Personality, 1979, (3rd edition) Englewood Cliff, N.J.: Prentice-Hall.
- with Folkman, Susan Stress, appraisal, and coping, 1984, New York: Springer Pub. Co ISBN 978-0-8261-4191-0
- with Folkman, Susan Manual for the Hassles and uplifts scales Research edition., 1989, Palo Alto, Calif.: Consulting Psychologists Press.
- "Why We Should Think of Stress as a Subset of Emotion", in Handbook of Stress: Theoretical and Clinical Aspects, 2nd ed., L Goldberger and S. Breznitz (ed), New York, N.Y., Free Press, 1993.
- with Lazarus, Bernice N Passion and Reason: Making Sense of Our Emotions, 1994, Passion and reason: Making sense of our emotions  New York: Oxford University Press ISBN 978-0-19-510461-5
- Fifty years of the research and theory of R.S. Lazarus: An analysis of historical and perennial issues, 1998, Mahwah, N.J.: Lawerence Erlbaum Associates. ISBN 978-0-8058-2657-9
- Stress and emotion: A new synthesis, 1999, New York: Springer Pub. Co. ISBN 978-0-8261-0261-4
- Stress Treatment and Management (2 Volumes), volume one ISBN 978-613-9-44797-8 [1] volume two ISBN 978-613-9-45532-4 [2]